# St. Johannis (Ansbach)

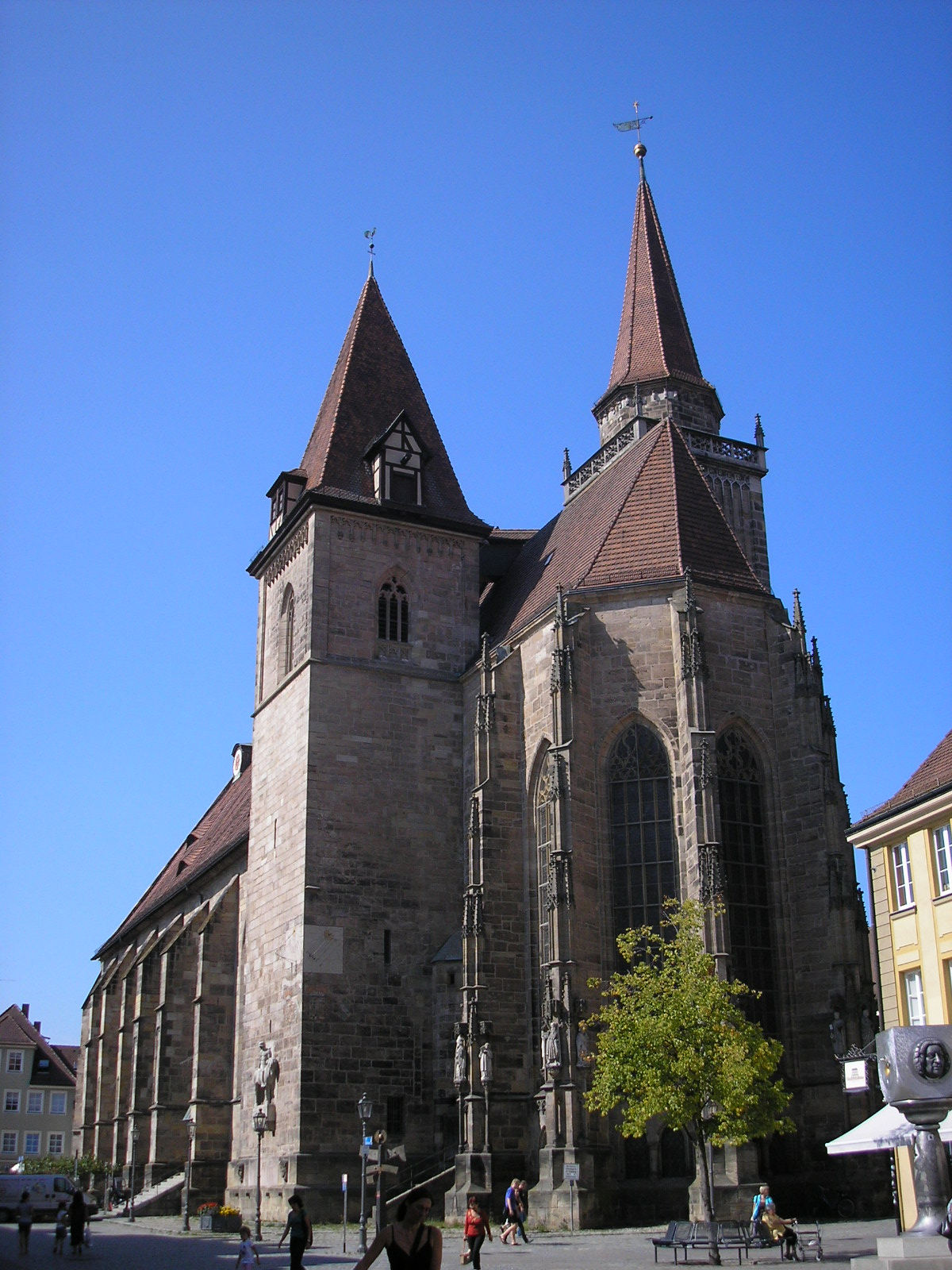
St. Johannis in Ansbach

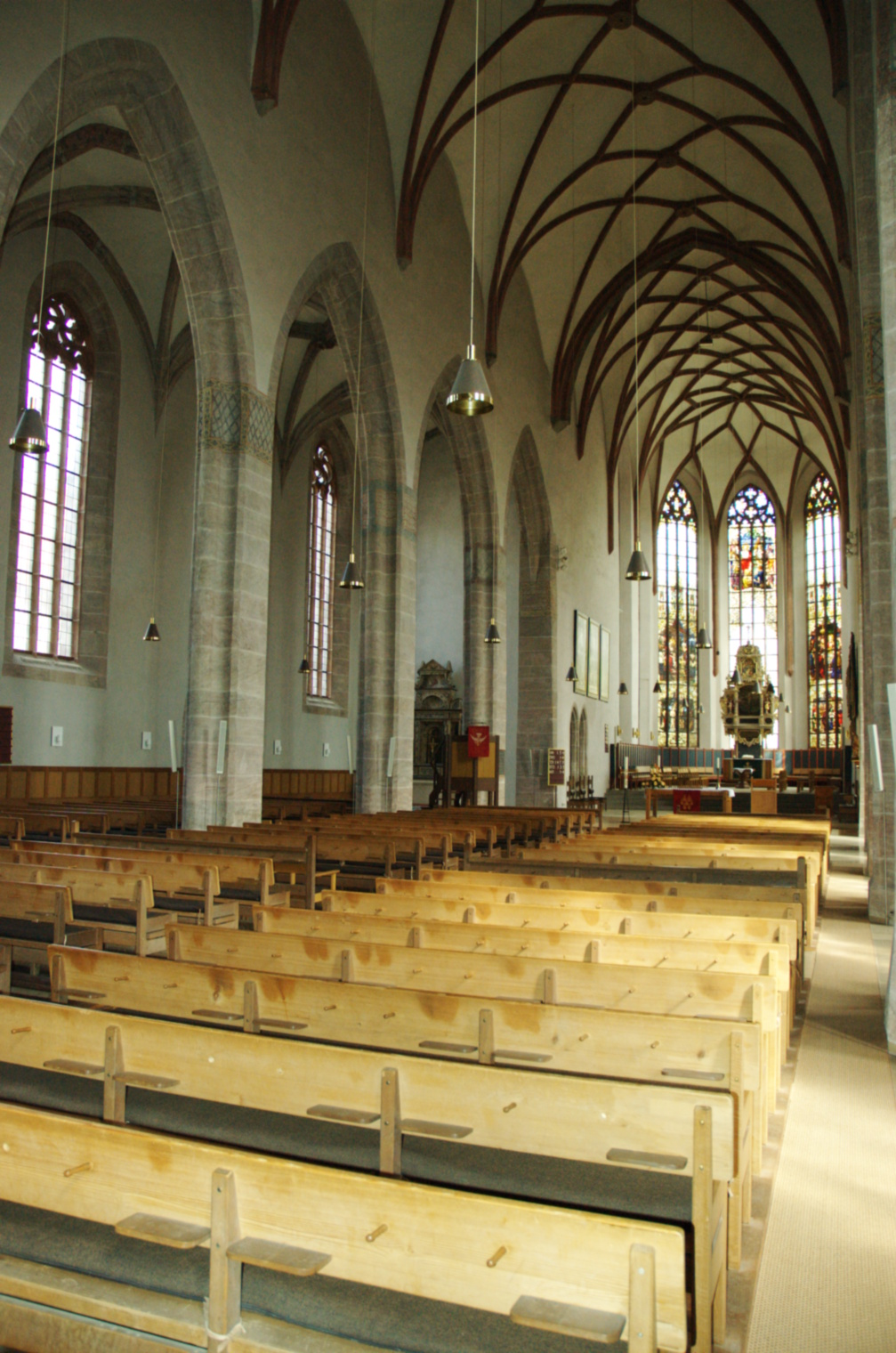
Blick zum Chor

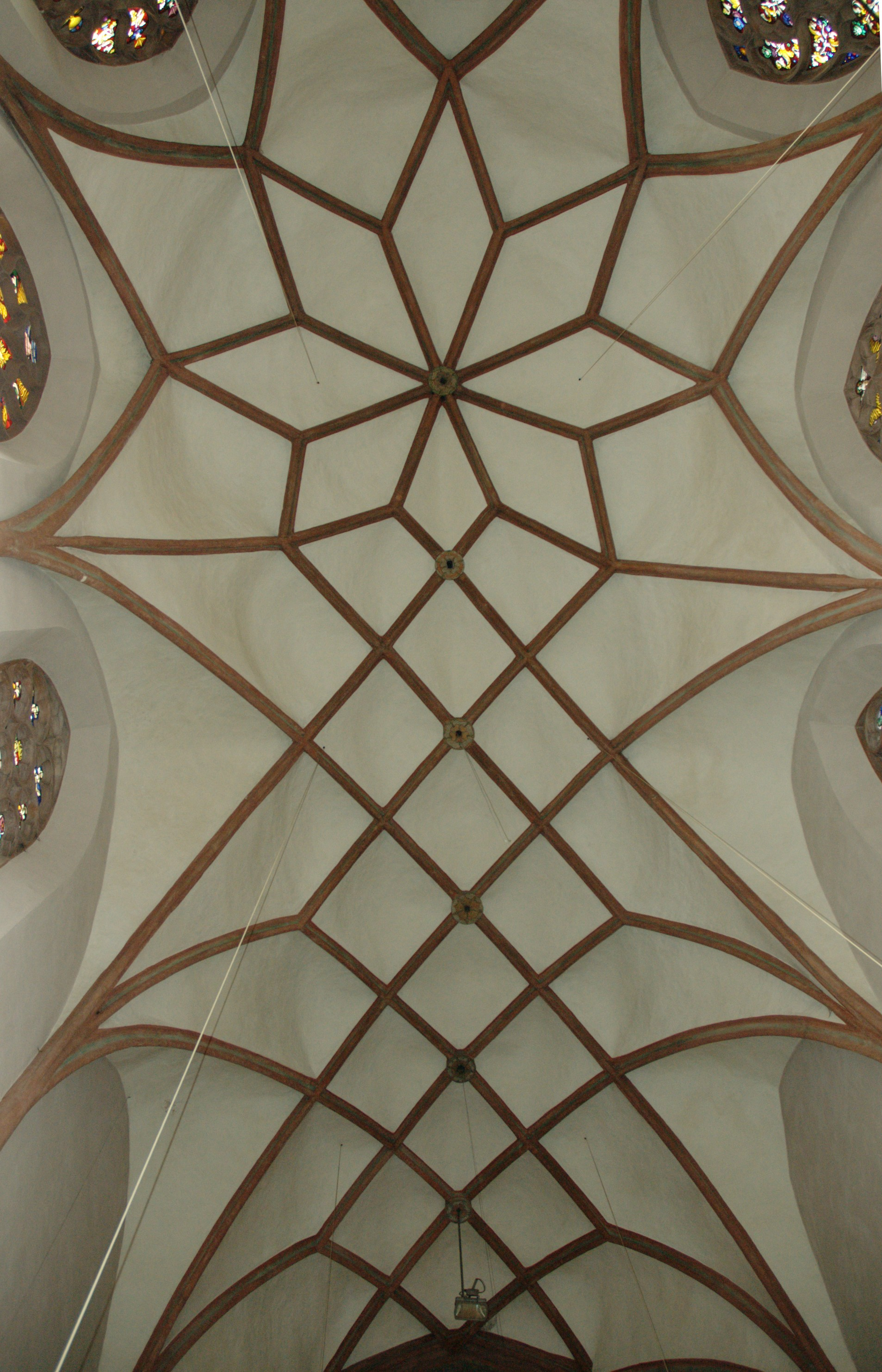
Gewölbefiguren im Chor

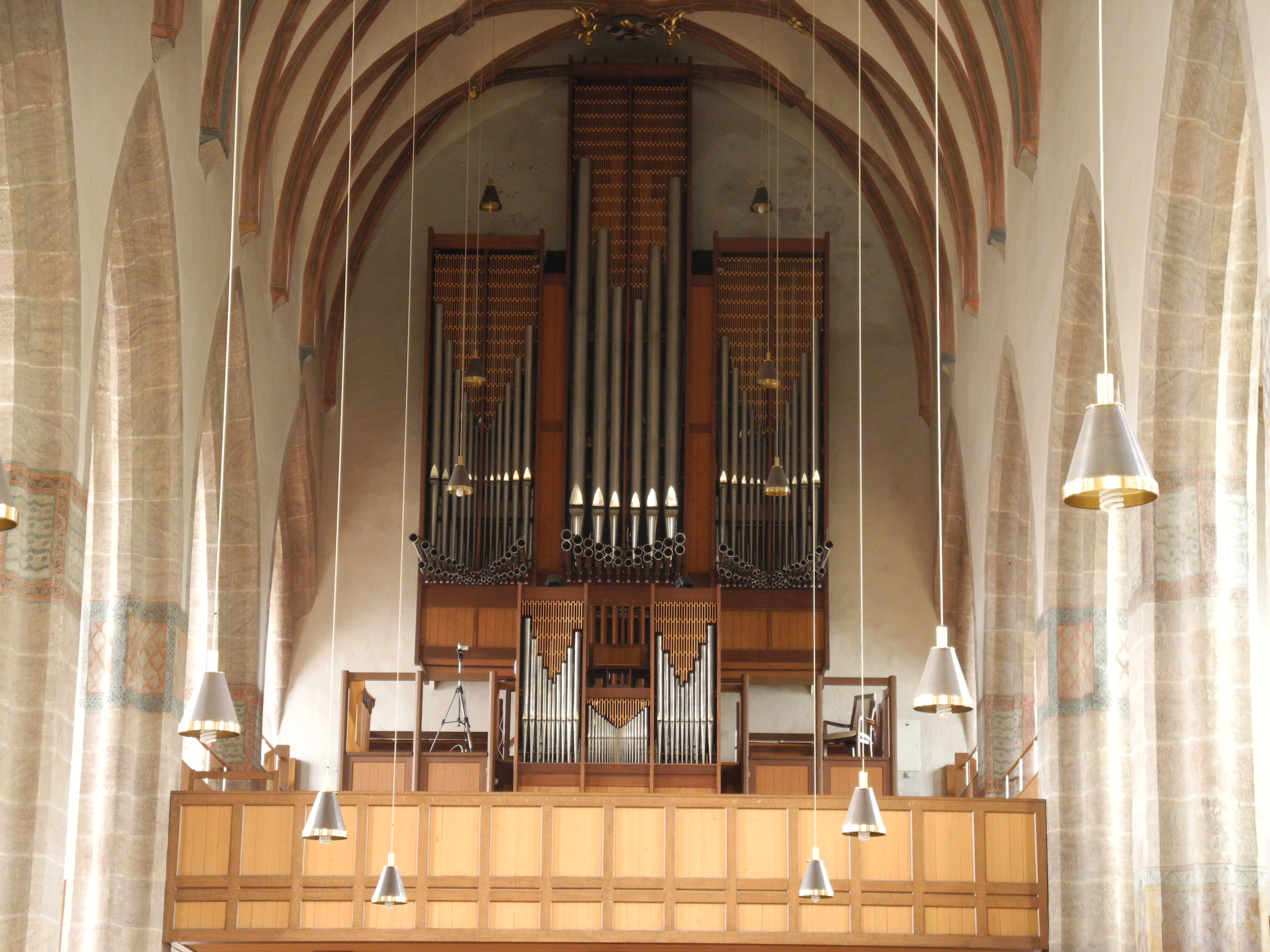
Orgel

Die evangelisch-lutherische Pfarrkirche St. Johannis ist ein denkmalgeschütztes Kirchengebäude in Ansbach, einer kreisfreien Stadt in Mittelfranken (Bayern). Sie wird von der Evangelisch-Lutherischen Kirchengemeinde St. Johannis Ansbach der Evangelisch-Lutherischen Kirche in Bayern genutzt.

## Geschichte und Architektur
Die Pfarrei und eine St. Johannis dem Täufer geweihte Kirche wurden erstmals 1139 urkundlich erwähnt. Sie wurde vom Würzburger Bischof an den Altar St. Gumbertus geschenkt. Als Baumeister sind Endres Embhart und Nikolaus Eseler der Jüngere überliefert. Baubeginn war im zweiten Jahrzehnt des 15. Jahrhunderts. Die Kirche ist eine dreischiffige Pseudobasilika aus Sandsteinquadern, die über ein erhöhtes Mittelschiff verfügt, dem jedoch eine eigene Belichtung des Mittelschiffs durch Obergadenfenster fehlt. Das Langhaus wurde 1435 fertiggestellt und eingedeckt. Auch die beiden Türme mit unterschiedlicher Höhe und Eindeckung sind wohl aus dieser Zeit. Mit dem Bau des Chores wurde laut Inschrift 1441 begonnen. Der Chorboden wurde bei der Anlage der Fürstengruft erhöht. Das Mittelschiff ist mit dem Chor zu einer räumlichen Einheit verbunden.
Der von den Türmen flankierte Chor endet in einem Dreiachtelschluss. Die Seitenschiffe sind mit Kreuzgewölben, das Mittelschiff und der Chor sind mit Netzgewölben abgeschlossen. Im Langhaus sind die Gewölbefigurationen in der Art eines Springgewölbes rhythmisiert.
An den Strebepfeilern des Chores sind Baldachine mit Statuen angeordnet; von den Figuren sind sieben der ursprünglichen sowie vier Kopien der 1865 erneuerten Figuren erhalten. Die beiden in der Höhe und der Gliederung verschiedenen Türme sind ein charakteristischer Bestandteil des Stadtbilds. Der nördliche fünfgeschossige Turm mit achteckigem Obergeschoss ist durch Maßwerkblenden, Galerie und Treppenturm besonders reich gegliedert, während der südliche schlichter gehalten ist. Am Südturm sind eine Sonnenuhr und ein Kriegerdenkmal für die Zeit von 1914–1918 angebracht.

## Ausstattung

### Altäre

#### Hauptaltar
Der Hochaltar im Chorraum wurde 1717 vom Windsheimer Bildschnitzer Georg Brenck d.J. als Epitaph für den 1631 verstorbenen Ansbacher Bürgermeister Wolfgang Seubold geschaffen. Erst 1958 wurde es von der Südwand des Chorraums genommen, von Kirchenmaler Franz Wiedl gefasst und als Retabel auf den Altar gestellt. Im Zentrum enthält es das Gemälde der Kreuzigungsszene. Darüber ist das Relief der Verklärung Jesu. Zuoberst zeugt das Wappen der Familie Seubold von der ursprünglichen Bestimmung des Werks. Auf das Altarbild aufgesetzt windet sich die Eherne Schlange empor. Der Text unter der Kreuzigungsszene endet mit den Zeitangaben „Anno 1717. Ist wiederumb / rennofürt worden / Anno / 1776“.

#### Flötneraltar
Der Altar wird Peter Flötner zugeschrieben, einem vielseitigen Künstler der frühen Reformationszeit. Nach seiner Lehrzeit bei Adolf Dauher in Augsburg und seiner Italienreise ließ er sich Anfang der 1520er Jahre in Ansbach nieder. Schon 1523 übersiedelte er nach Nürnberg. Der Altar gilt als ein frühes Beispiel der Rezeption der Formen der oberitalienischen Renaissance. Er war ursprünglich nicht bemalt. Erst um 1600 erhielt er seine Fassung, da er jetzt als Abendmahlsaltar dienen sollte, demgemäß trägt er am Sockel die Einsetzungsworte aus dem 1. Korintherbrief. Er war zuletzt in der Georgskapelle deponiert, einer Abstellkammer der Kirche St. Gumbertus. Von dort wurde er 1991 im Zuge der Renovierung der St. Johanniskirche an seinen heutigen Platz an der östlichen Stirnseite des nördlichen Seitenschiffs übernommen.

#### Wandereraltar
An der östlichen Stirnwand des südlichen Seitenschiffes steht der Wandereraltar. Das neugotische Altarbild wurde von Friedrich Wilhelm Wanderer entworfen und von einem Nürnberger Kunstmaler ausgeführt. Es zeigt die Auferstehung Christi. Es wurde als Altaraufsatz für den neuen Hauptaltar am Ostende des Chorraums geschaffen, nachdem die Fürstengruft 1885/1886 tiefergelegt wurde. Bei der Renovierung des Kircheninnenraum 1959 passte der neugotische Altar nicht mehr ins Gesamtkonzept und wurde eingelagert. Erst bei der Renovierung des Innenraums von 1990 wurde das Bild wiederverwendet und an der Wand über einem schlichten Holztisch aufgehängt.

### Chorfenster
In den Chorraum fällt das Tageslicht durch sieben bemalte Fenster. Sie zeigen von links nach rechts:
- das Lutherfenster zeigt im Mittelfeld den Reformator Martin Luther, darüber die fünf Propheten Jeremia, Jesaia, Daniel, Hesekiel und Micha
- das nördliche Evangelistenfenster zeigt die zwei Evangelisten Matthäus und Markus
- das Tauffenster zeigt die Kindersegnung und darunter die Taufe Jesu durch Johannes den Täufer
- das zentrale Fenster des Wortes stellt Jesus bei der Bergpredigt im Kreise seiner Zuhörer dar. Sein bemalter oberer Teil umrahmt das Altarretabel.
- das Abendmahlsfenster zeigt die Einsetzungsszene und die Speisung der Israeliten mit Manna beim Zug durch die Wüste
- das südliche Evangelistenfenster zeigt die beiden anderen Evangelisten Lukas und Johannes
- das Melanchthonfenster zeigt den zweiten großen Reformator Philipp Melanchthon

Die Fenster wurden 1903 von der Münchner Hofglasmalerei Franz Xaver Zettler geschaffen.

### Fürstengruft
Die Fürstengruft unter dem Chor aus der Zeit um 1660 enthielt einst die Sarkophage der Markgrafen und ihrer Angehörigen. Nachdem die Grablege der Ansbacher Hohenzollern im Münster Heilsbronn 1631 von Soldaten Tillys geplündert worden war, wurde eine neue, besser schützbare Grablege benötigt. Die Entscheidung fiel zugunsten des Raums unter dem Chor von St. Johannis. Für ihren Bau wurde 1665 der Boden unter dem Chorraum ausgeschachtet. Dadurch kam jedoch der Chorraum deutlich höher als das Hauptschiff zu liegen. Erst 1886 wurde er um 2,1 m tiefer gelegt. Über die Zeit erlitten die markgräflichen Särge erhebliche Schäden. Sie wurden deshalb 1977 in die Fürstengruft unter der Schwanenritterkapelle von St. Gumbertus verlegt, weil eine für ihren weiteren Erhalt notwendige Klimatisierung zu aufwendig geworden wäre.

### Außenmauern

#### Güllbrunnen

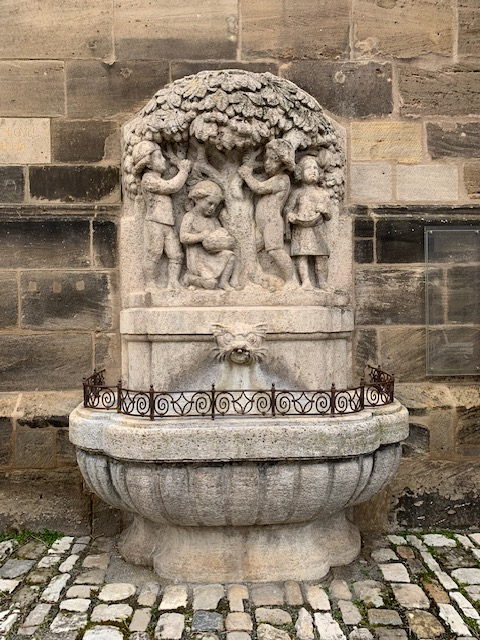
Güllbrunnen an der Südfassade von St. Johannis

In westlichen Bereich der Südfassade ist der Friedrich-Güll-Brunnen an die Mauer angebracht. Oberhalb des halbkreisförmigen Wasserbeckens zeigt eine Steinplastik die Szene aus Gülls Gedicht Pflaumenregen. Der Brunnen wurde 1912 anlässlich des 100. Geburtstags des Kinderliederdichters unmittelbar gegenüber von seinem Geburtshaus errichtet.

#### Ehrenmal für die Toten des Ersten Weltkriegs
Am Südturm befindet sich das Ehrenmal für die rund 500 Ansbacher Toten des Ersten Weltkriegs 1914 bis 1918. Das Relief stellt einen jungen Mann dar, der nur mit einem Stahlhelm bekleidet auf einem ungezäumten Pferd sitzt. Er hält in seiner Rechten einen zerbrochenen Degen. Das Denkmal wurde von dem Münchner Steinbildhauer Georg Müller geschaffen und 1927 eingeweiht. Direkt unter dem Mahnmal erinnert seit 1996 eine Gedächtnisplatte an die Opfer des Zweiten Weltkriegs 1939 bis 1945.

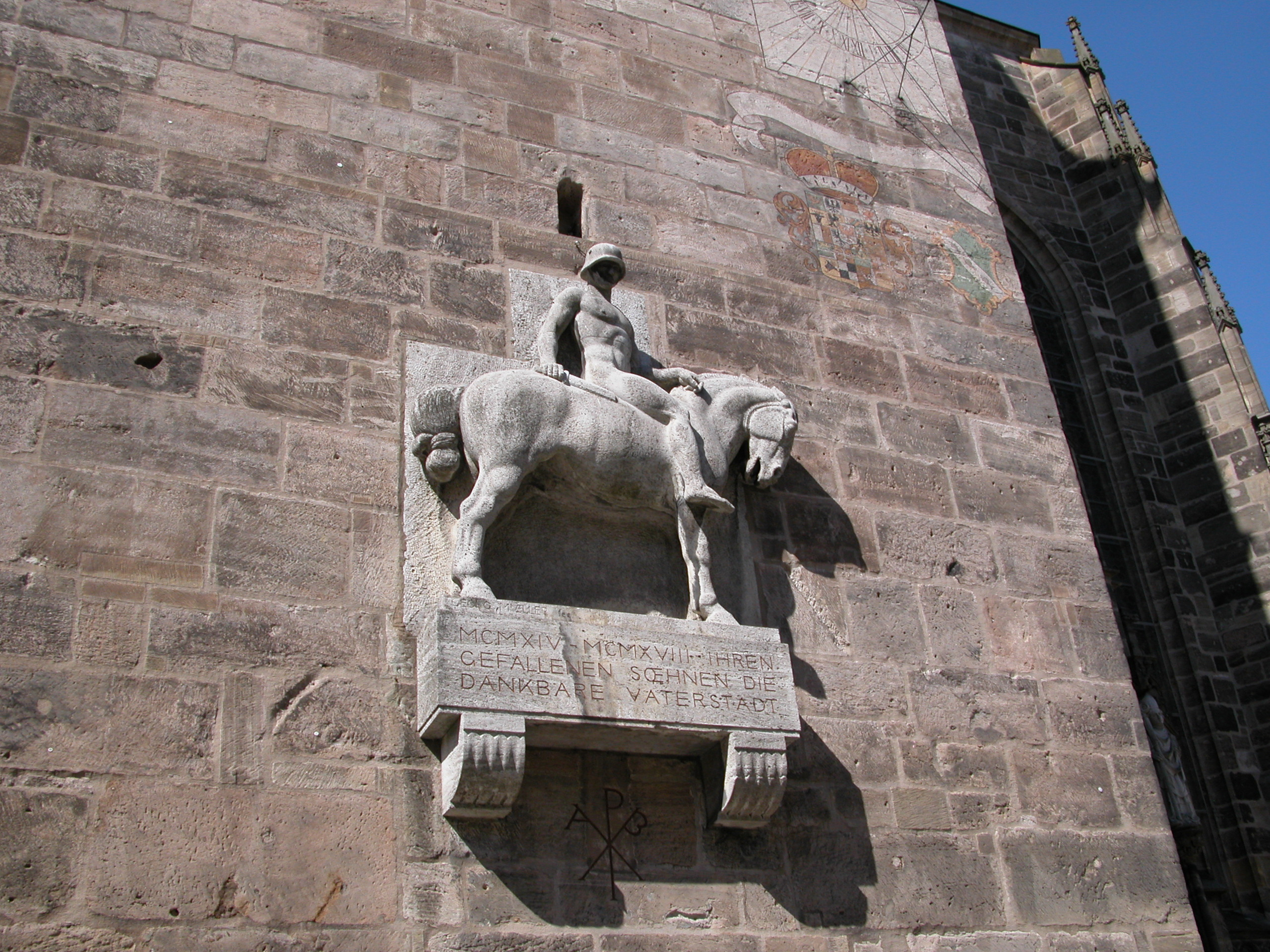
Das Kriegerdenkmal 1914–1918 am Turm

#### Apostel und Propheten
Zwischen den Strebepfeilern des Chors stehen elf Skulpturen in ihren Nischen. Sie stellen die vier Apostel Paulus, Johannes, Petrus und Simon sowie zwei Erzengel oder Propheten, zwei Bischöfe, Johannes den Täufer, Maria mit dem Kind und eine weitere Figur mit unbekannter Bedeutung dar. Die Skulpturen wurden ursprünglich im 15. Jahrhundert geschaffen und mussten im Verlauf des 19. und des 20. Jahrhunderts mehrmals restauriert oder durch Kopien ersetzt werden, letztmals bei der Außenrenovierung 1989.

### Glocken
Drei Glocken auf dem Nordturm bilden das Geläut von St. Johannis. Die kleinste und älteste Glocke wurde 1550 gegossen. Die beiden anderen Glocken wurden 1954 als Ersatz für die vorherigen Glocken gegossen, die kriegsbedingt hatten abgegeben werden müssen. Die Schlagtöne ergeben das Gloriamotiv d – e – g. Zusammen mit den Glocken der 100 m entfernten Kirche St. Gumbertus entsteht ein volles, harmonisches Geläute.
| Glocke | Gießer                             | Gussjahr | Gewicht | Durchmesser | Schlagton |
| ------ | ---------------------------------- | -------- | ------- | ----------- | --------- |
| 1      | Glockengießerei Rincker (Sinn)     | 1954     | 1806 kg | 1454 mm     | d’-4      |
| 2      | Glockengießerei Rincker (Sinn)     | 1954     | 1313 kg | 1305 mm     | e’-5      |
| 3      | Hans III. Glockengießer (Nürnberg) | 1550     | 0776 kg | 1140 mm     | g’-4      |

Zusätzlich zu den drei Läuteglocken sind zwei Schlagglocken in einem kleinen Dachreiter am Westende des Kirchendachs. Die eine davon schlägt die Viertelstunden, die andere die vollen Stunden. Die erste wurde 1444 in Nürnberg gegossen, die zweite 1647 in Dinkelsbühl.

### Orgel
Die Orgel wurde 1962 von der Orgelbaufirma Rieger (Schwarzach, Österreich) erbaut, und 1991 durch die Orgelbaufirma Mühleisen (Leonberg) reorganisiert. Das Schleifladen-Instrument hat 46 Register auf drei Manualen und Pedal. Die Spieltrakturen sind mechanisch, die Registertrakturen sind elektrisch.
| I Rückpositiv C–g3 |                 |       |
| 01.                | Gedackt         | 08′   |
| 02.                | Quintade        | 08′   |
| 03.                | Prinzipal       | 04′   |
| 04.                | Spillpfeife     | 04′   |
| 05.                | Oktave          | 02′   |
| 06.                | Waldflöte       | 02′   |
| 07.                | Quinte          | 1 ⁄3′ |
| 08.                | Sifflöte        | 01′   |
| 09.                | Sesquialtera II | 2 ⁄3′ |
| 10.                | Scharff IV-VI   | 01′   |
| 11.                | Dulcian         | 16′   |
| 12.                | Cromorne        | 08′   |
|                    | Tremulant       |       |

| II Hauptwerk C–g3 |                     |       |
| 13.               | Quintadena          | 16′   |
| 14.               | Prinzipal           | 08′   |
| 15.               | Piffaro (D)         | 08′   |
| 16.               | Rohrflöte           | 08′   |
| 17.               | Gemshorn            | 08′   |
| 18.               | Oktave              | 04′   |
| 19.               | Nachthorn           | 04′   |
| 20.               | Nasat               | 2 ⁄3′ |
| 21.               | Oktave              | 02′   |
| 22.               | Mixtur VI-VIII      | 1 ⁄3′ |
| 23.               | Sesquialtera II-III | 1 ⁄3′ |
|                   | horizontal          |       |
| 24.               | Trompete            | 16′   |
| 25.               | Trompete            | 08′   |

| III Brustwerk C–g3 |                      |        |
| 26.                | Holzgedackt          | 8′     |
| 27.                | Prinzipal            | 4′     |
| 28.                | Rohrflöte            | 4′     |
| 29.                | Quinte               | 2 ⁄3′  |
| 30.                | Gemshorn             | 2′     |
| 31.                | Terz                 | 1 3⁄5′ |
| 32.                | Oktave               | 1′     |
| 33.                | Scharff III          | 2⁄3′   |
| 34.                | Trompette harmonique | 8′     |
| 35.                | Regal                | 8′     |
|                    | Tremulant            |        |

| Pedalwerk C–f1 |             |       |
| 36.            | Prinzipal   | 16′   |
| 37.            | Subbass     | 16′   |
| 38.            | Oktave      | 8′    |
| 39.            | Gedackt     | 8′    |
| 40.            | Oktave      | 4′    |
| 41.            | Quintadena  | 4′    |
| 42.            | Nachthorn   | 2′    |
| 43.            | Mixtur VIII | 2 ⁄3′ |
| 44.            | Posaune     | 16′   |
| 45.            | Trompete    | 8′    |
| 46.            | Trompete    | 4′    |

- Koppeln: III/I, I/II, III/II, I/P, II/P, III/P
- Spielhilfen: Schwelltritt für das Brustwerk, 6 Setzerkombinationen